# Jean-François Bladé
Pour les articles homonymes, voir Bladé.
Jean François Marie Zéphyrin Bladé, dit Jean-François Bladé, né à Lectoure (Gers) le 15 novembre 1827 et mort à Paris 8e le 30 avril 1900, est un magistrat, historien et folkloriste français. Son œuvre majeure est sa collecte des traditions orales de la Gascogne.

## Biographie

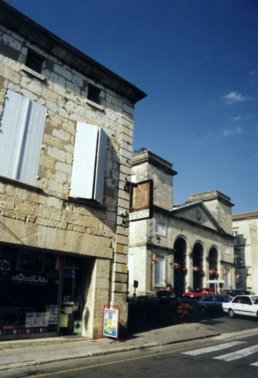
La maison natale de J.-F. Bladé. Derrière la halle, l'ancienne sénéchaussée.

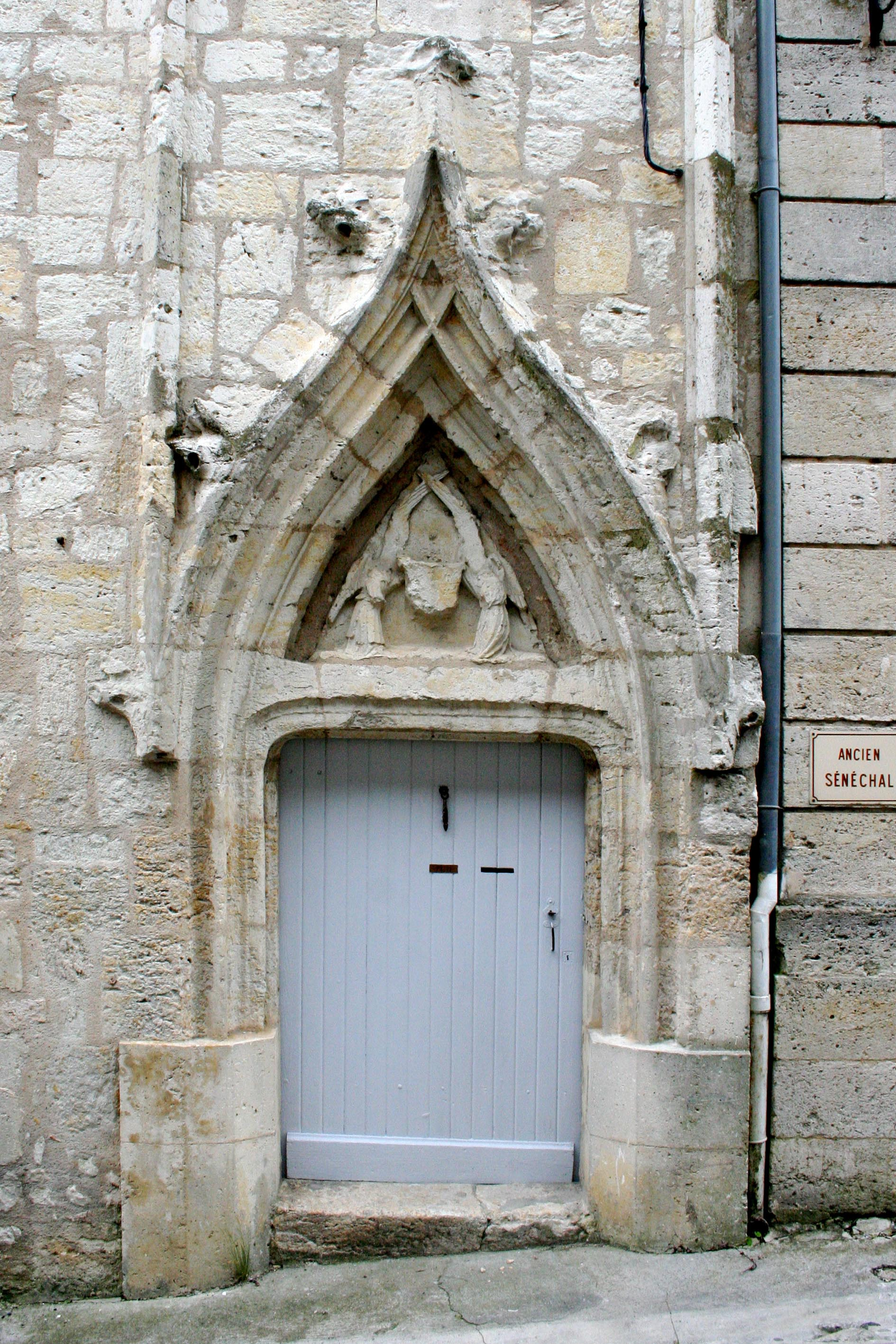
Lectoure, porte de l'ancienne sénéchaussée

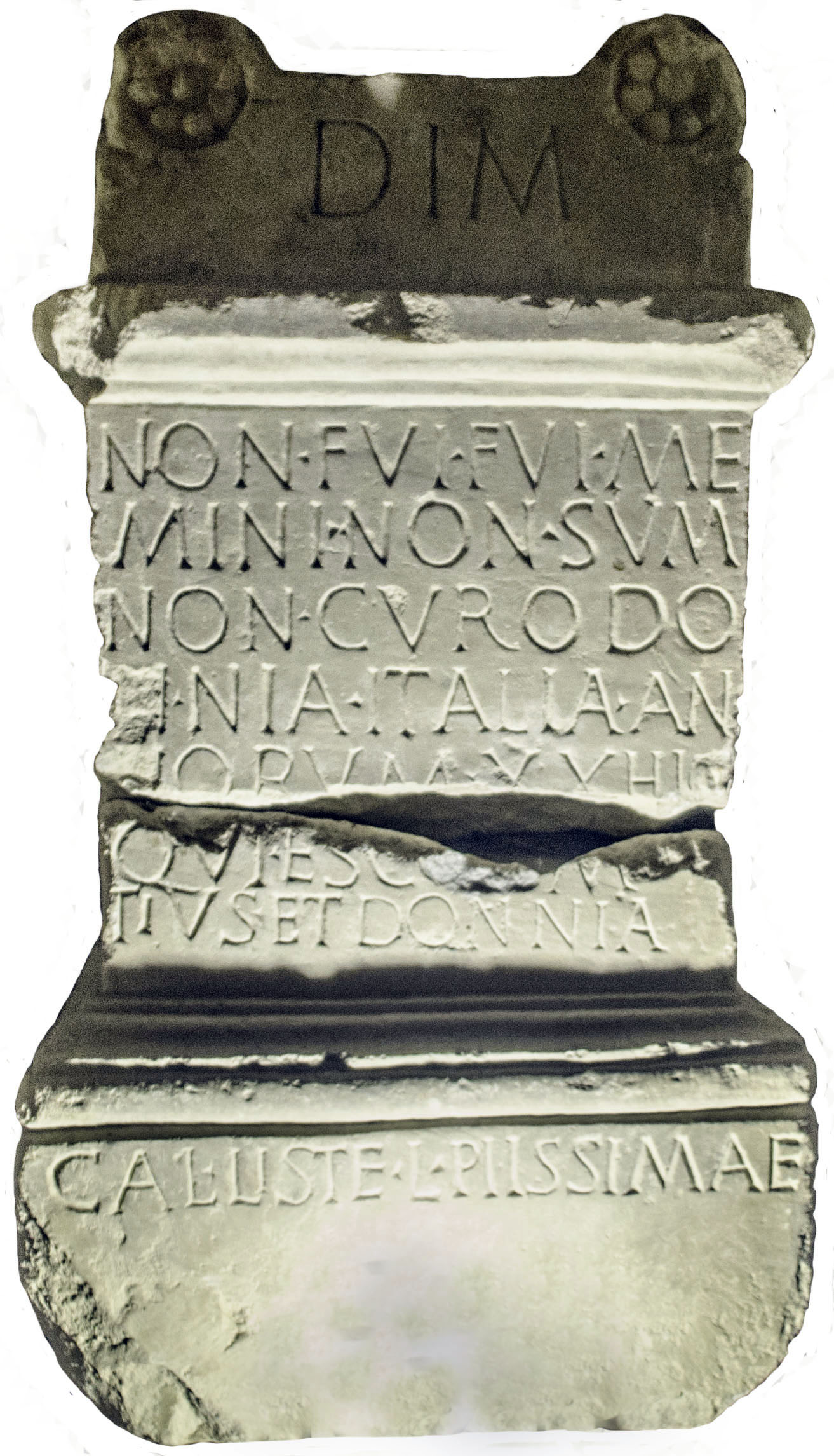
Épitaphe de Donnia Italia (musée Eugène-Camoreyt) : la muse latine de Bladé

Né le 15 mai 1827 à midi, il est le fils de Joseph-Marie Bladé, notaire, et de Adèle-Marie Liaubon. Il a une sœur cadette, Léonarde-Marie-Gabrielle-Octavie Bladé, née le 24 février 1834, qui épousera (en présence de ses oncles maternels Léonard Laubion, docteur en médecine, et Jean Liaubon, chanoine du chapitre de la cathédrale d'Agen) en 1849 à Saint-Caprais-de-Bordeaux un négociant bordelais, Hippolyte Holagray, et qui seront les grands-parents de Jean Balde.
Issu de deux générations de notaires, Zéphyrin (c’est son prénom d'usage, qu’il abandonne lors de ses premières publications) Bladé est élevé par des nourrices et des servantes gasconnes, qui l’abreuvent de contes populaires.
Il prétend qu’un de ses ancêtres, gentilhomme, aurait fourni à François Ier des chevaux et des mulets, et que, n’ayant pas été payé, il se retira, ruiné, à Auch, où il aurait fait souche de plusieurs générations de forgerons et serruriers dont l’un se serait fixé à Lectoure. Bladé arborait volontiers un blason de sable semé d'épis d'or sans nombre (le nom Bladé vient de blat, blé), accoté d'une crosse d’évêque (sa mère était parente avec Mgr Jacoupy, évêque d'Agen).
La double influence d'une famille de notables attachés à l’Ancien Régime (sa grand-mère paternelle, née Marie Lacaze, ou La Caze, ou de Lacaze, dont l’hôtel particulier avoisinait la maison des Bladé, lui racontait ses démêlés avec les révolutionnaires de 1789, dont le sinistre Dartigoeyte, tandis que sa grand-mère maternelle, Marie Couture, de Bordeaux, avait des origines plus paysannes), et une enfance turbulente parmi le petit peuple, définissent certainement sa personnalité future. La présence obsédante de l’ancien bourreau de Lectoure, sans doute le nommé Jean Rascat, et leur rencontre fortement dramatisée dans les sous-sols de l’ancienne sénéchaussée, auront un retentissement certain sur ses premiers écrits dans la Revue d'Aquitaine.

### Études
Il reçoit un premier enseignement de son oncle Pierre François Bladé, dit Prosper, curé du village voisin du Pergain, qui professe un grand attrait pour les contes et les noëls gascons, et qui est réputé pour la verve de ses sermons, toujours prononcés en gascon.
Après des études au petit séminaire d’Auch (il a raconté de nombreuses anecdotes — vraies ou fausses — sur cette période), au collège d’Auch, puis à Bordeaux où il commence des études de lettres (en revanche, il n’a pas laissé de témoignage sur sa période bordelaise, si ce n’est une réflexion peu amène sur les Bordelaises — mauvais souvenir ? — dans une de ses nouvelles), il étudie le droit à Toulouse, où il laisse essentiellement l’image d'un étudiant turbulent. On cite souvent l’anecdote où, dans une réunion socialiste, il se met à crier « M’an panat la mostra ! » (« on a volé ma montre ! ») et la salle se vide instantanément de ses occupants. Les frasques de l’étudiant Bladé lui vaudront d’ailleurs une comparution devant le Conseil académique, et c'est probablement la raison pour laquelle il ira poursuivre ses études à Paris.
À partir de 1850, il va donc vivre parmi la bohème du Quartier latin où il côtoie, entre autres, Charles Baudelaire avec qui il noue une amitié durable, et où il aurait acquis des idées socialistes et fouriéristes, réputation qui lui vaudra quelques ennuis dans la société provinciale, mais qui ne se verra pas confirmée par la suite. C'est un habitué de La Laiterie du Paradoxe[Quoi ?] où s’illustre le fameux Marc Trapadoux, philosophe et écrivain dilettante qui sera portraituré par Gustave Courbet. Il laisse le souvenir d'un conteur étincelant, d'un imitateur, d'un amuseur : « Le spleen le plus granitique se serait liquéfié au contact de cette voix, de ces gestes, de ces roulements d'yeux, de cette gaité ! (…) Zéphyrin Bladé savait, en outre, une foule de chansons patoises, qu'il traduisait en langue vulgaire, et dont quelques-unes ont été notées par J.-J. Debillement », réputation qui perdurera toute sa vie. « Un peu plus tard (…) on aurait pu l’imaginer triomphant dans le cabaret ou la scène boulevardière ». Il possède déjà un répertoire qu’il est prêt à conter à la moindre occasion.
Cette vie de bohème s'interrompt en 1855, quand maître Bladé décide de rappeler son fils à ses devoirs.

### Premiers écrits
Zéphyrin Bladé s’installe, apparemment sans grand enthousiasme, comme avocat à Lectoure. Cette même année 1855, son père meurt. L’année suivante, il devient juge-suppléant.

#### Nouvelles
Il commence à publier, dans les revues locales (la Revue d'Aquitaine), des textes divers, études historiques, littéraires, et quelques nouvelles influencées, déjà, par des contes populaires ou par un fantastique post-romantique à la Nodier, parfois sous des pseudonymes transparents (J.-F. Bédal), ou sous l'identité fantaisiste d'un catalan nommé Bart(h)olomé Herreras (La Flûte, Le Compagnon pensif, dans Revue d’Aquitaine). Ses meilleurs textes sont certainement ceux où il laisse transparaître sa verve de conteur, que ce soit dans Le Retour de Martin Guerre, histoire bien connue aujourd'hui par son adaptation cinématographique, mais dont il se soucie assez peu des aspects purement « historiques » (dans ses recherches d'historien amateur, il est tombé sur la source originelle, le texte de Jean de Coras) ; ou bien La Chasse à l'éléphant, ou encore L'ennemi d'Abd-el-Kader, fantaisies où il s'amuse à envoyer des piques féroces à ses compatriotes. On retrouve avec L'Abbé de Salluste, Le Président de L*** ou Le Bourreau retiré sa fascination pour la Révolution et le personnage du bourreau. D'ailleurs, sous couvert de sa profession de juriste, il publie une longue série d'articles, intitulée Antiquitatis jure amoenitates, où il détaille les supplices et exécutions en usage sous l'Ancien Régime. En 1877, il publiera encore à Agen une étude sur les exécuteurs des arrêts criminels d'Agen depuis la création jusqu’à la suppression de leur emploi.

#### Contes
Il abandonne alors son prénom d’usage Zéphyrin pour reprendre celui de Jean-François. Puis il publie des contes, en langue gasconne, accompagnés de leur traduction française, d’abord épars dans des revues, parfois publiés en tirés à part, puis quelques recueils. Ses dernières publications, représentant les ouvrages les plus importants (les Contes populaires de la Gascogne chez Maisonneuve, les Contes de Gascogne chez Calmann-Lévy,) ne seront qu’en français, abandonnant totalement la partie en langue gasconne.

#### Études historiques
Il travaille surtout à une monumentale Histoire générale de la Gascogne jusqu’à la fin de l'époque ducale, dispersée en une multitude d’opuscules, tirés à part de ses communications à des revues savantes (Revue d'Aquitaine déjà citée, Revue de l'Agenais, Revue de Gascogne, etc.), qui ne constitueront jamais un ouvrage définitif.
Il entretient une amitié sans faille avec Léonce Couture, professeur au collège de Lectoure, plus tard à l’Institut catholique de Toulouse, qui poursuit une tâche équivalente (et pour un résultat identique) dans le domaine de la littérature gasconne.
L'historien et le chartiste vont se révéler par une manière de coup d’éclat. En 1850, ont été publiés quatre documents, découverts en 1810 dans les ruines d’un vieux château, et qui seraient les chartes de fondation de la ville de Mont-de-Marsan, par un vicomte Pierre de Lobanner. Les experts consultés avaient conclu à l’authenticité des documents, mais une polémique était engagée. Le préfet, le baron Jean-Marie Valentin-Duplantier, avait convaincu le maire de recevoir solennellement ces documents et d'en sceller la copie dans les fondations de la préfecture des Landes en cours de construction. Bladé intervient en plein débat, mène une véritable enquête policière auprès des découvreurs de 1810, examine l'aspect et le contenu des chartes, en note les invraisemblances, les anachronismes stylistiques, et conclut, toujours avec une grande verve, que « la fabrication de ces chartes ne remonte pas au-delà des premières années du dix-neuvième siècle ». Dans un temps où fleurissent les faux, où l’Ossian de James Macpherson se répand en Europe, il ne fait pas de doute que Bladé éprouve une fascination pour les rapports subtils entre le vrai et le faux (il fait preuve toute sa vie d'une grande imagination pour inventer des explications là où elles manquent, pour se forger une galerie d'ancêtres avec des portraits achetés à la brocante, et en règle générale se délecter de ses propres mystifications). Le succès de l’affaire des chartes de Mont-de-Marsan l’entraîne sur de nouvelles recherches qui n’auront pas toujours le même succès. Un professeur de la Faculté des Sciences de Bordeaux, qui n'est « que chimiste », a publié des recherches sur l’Euskara. Bladé entre dans une vive polémique avec lui, et publie coup sur coup ses Dissertation sur l'origine des Basques et Études sur l'origine des Basques, que les connaissances plus récentes n'ont pas entérinées. Il a néanmoins démontré dès 1866 que Le Chant d'Altabiscar, poème épique en langue basque « exhumé » en 1835 et daté peu ou prou comme contemporain de la Chanson de Roland, n’était qu’un faux.

### Mariage et famille
Jean-François Bladé se marie en 1856 avec Élizabeth Isabelline Lacroix, d’Agen. Mariage de convention bourgeoise, il ne semble pas y avoir eu d'affinités particulières entre les époux. En revanche, la mère d’Élizabeth, « Madame Lacroix, née Pinèdre », semble avoir été une conteuse qui a fourni à son gendre une grande quantité de ses contes. Lors d’une rencontre avec Baudelaire, où Bladé lui présente son épouse, le poète lui aurait dit : « Cher ami, vous avez une femme charmante : elle ne dit rien ». Jean Balde rapporte qu'un jour, Bladé cherche en vain des papiers importants. Sa femme lui dit qu'elle les a brûlés, au prétexte de faire le ménage. Alors Bladé va chercher dans une armoire les linges les plus fins et les plus belles dentelles, et les jette au feu malgré les hauts cris de son épouse.
La petite-fille de sa sœur Gabrielle mariée avec Hippolyte Holagray, un riche négociant de Bordeaux, et donc sa petite-nièce, Jeanne Alleman (1885-1938), sera écrivain sous le pseudonyme de Jean Balde (elle écrit une biographie de son grand-oncle : Un d'Artagnan de plume : Jean-François Bladé, Plon, 1930), et le frère de Jeanne, Jacques Alleman, est architecte, auteur de reconstructions des villes du Nord après la Première Guerre mondiale.

#### Étienne Bladé
Le 17 avril 1857 à Lectoure naît leur fils unique, Étienne (Marie Joseph François Étienne). Encore enfant, il est un des fournisseurs de la collecte des contes de Gascogne. Attiré très tôt par la poésie et les lettres, il publie dans la Revue de l'Agenais (1878), alors qu'il est étudiant en droit, une Élégie primée aux Jeux floraux. C'est à la faculté de droit de Toulouse qu'il retrouve en 1875 son ancien condisciple au collège du Caousou, Laurent Tailhade. Une amitié très littéraire, où les jeunes gens échangent des poèmes, se dédient mutuellement leurs œuvres et travaillent ensemble, au point que Tailhade se bat en duel pour défendre l'honneur de son ami, puis se brouille temporairement avec lui pour une histoire de vers que le jeune Bladé se serait indûment appropriés. Sur un chapeau d’Étienne, apparemment extravagant, Tailhade écrit :
Le chapeau de Bladé prend des tons nacarrats
Des tons clairs comme en ont les rouges anémones
Colères de boxeurs, imprudences de faunes,
Le chapeau du poète est grand comme un haras
Étienne Bladé, plus tard, renonce à l’écriture pour faire carrière dans la diplomatie, attaché au ministère des Affaires étrangères, consul de France, et est professeur à l’Ecole des hautes études commerciales. Il épouse Jeanne Marguerite Demay, fille d'Ernest Demay. Il est nommé chevalier de la Légion d'honneur en 1897, et officier en 1904. Jeanne meurt assez jeune, et lui-même disparaît sans postérité, le 16 octobre 1904, âgé de 48 ans, à Boulogne-sur-Seine. Bien plus tard, Tailhade, fidèle à sa nature, parle de son ancien ami en termes quelque peu acerbes : « Bladé, bourgeois médiocre et vaniteux, petit-fils d’un épicier de Lectoure, né d’un père dont le souvenir reste attaché aux études sur le folk-lore gascon, dévoré d’envie et qui mourut au moment où ses ambitions trouvaient dans un riche mariage le hâvre de leurs désirs… » Laurent Tailhade avait reporté son amitié sur Jean-François Bladé, plus séduit par les anecdotes et les saillies du conteur, par son amitié avec Baudelaire, que par son œuvre qu'il trouvait assommante.

### Maturité

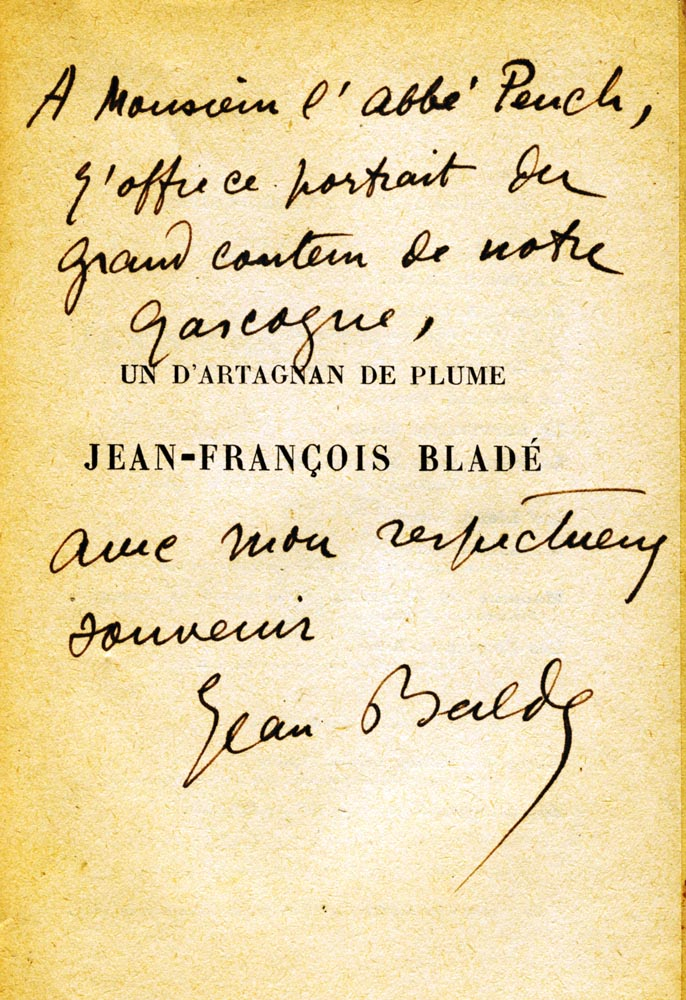
Dédicace autographe de Jean Balde, petite-nièce et biographe de Jean-François Bladé

Après son mariage, et à la suite de démêlés politiques avec ses concitoyens, plutôt républicains (alors qu’il demeure conservateur et royaliste), Jean-François Bladé s’installe en 1867 à Agen, où il exerce comme juge. Bourgeois conservateur, notable, il est membre et président de nombreuses sociétés savantes, majoral du Félibrige en 1876 (Cigalo de Gascougno), mainteneur de l’Académie des Jeux floraux. À ce titre, il fait de fréquents séjours à Toulouse, où il fréquente avec la société littéraire et artistique l'atelier du peintre Jules Garipuy. Il est membre de la Société Académique d'Agen, dont il est président en 1879 et 1890. Correspondant de l'Académie des inscriptions et belles-lettres en 1885, il reçoit la Légion d'honneur (parrainé par Ernest Dumay, le beau-père de son fils) pour le centenaire de l'Institut en 1895.
Mais en même temps, il ne cesse d'être un mystificateur notoire, farceur, toujours remarquable conteur, et un polémiste redoutable dont l’ironie cinglante n’épargne pas ses nombreux adversaires, parmi lesquels l'érudit agenais Philippe Tamizey de Larroque occupe la place de « tête de Turc ». Les ennemis qu’il se fait alors ne seront pas pour rien dans l’image plutôt mitigée qu’il a laissée à la postérité.
Il effectue de nombreux voyages à pied dans diverses régions, prétextes à des descriptions historiques et géographiques. Il est ainsi un des premiers à s'intéresser à la principauté d'Andorre, qu'il visite alors qu'on n'y accède (et ce, jusqu'au début du XXe siècle) que par des sentiers de contrebandiers. À la suite de la publication de l'ouvrage qu'il consacre à son « exploration », il se croit autorisé à briguer la dignité de viguier français de ce pays, mais il n'obtient pas satisfaction.
Parmi ses multiples activités d'écriture, ce sont définitivement les contes et les traditions populaires qui survivent. Il entretient une correspondance suivie avec les spécialistes du moment et les philologues, tels Gaston Paris, l'Allemand Reinhold Köhler qui lui fournira des gloses sur un de ses recueils en 1874... Il publie en 1883, chez Maisonneuve, les trois volumes des Poésies populaires de la Gascogne, et en 1886, les Contes populaires de la Gascogne. Par rapport à ses premières publications éparses, il a abandonné l'édition en langue gasconne originale, pour ne conserver que les traductions en français. Une nouvelle édition réduite, Contes de la Gascogne, est publiée en 1895 chez Calmann-Lévy.
En 1887, il reçoit le prix Archon-Despérouses.
Il entretient des relations avec Anatole France, connu dans la bohème parisienne, qui le cite dans son roman Monsieur Bergeret à Paris, et qui lui emprunte le conte La Messe des Fantômes pour écrire sa nouvelle La Messe des Ombres ; il fréquente aussi Paul Arène, Charles Maurras, Laurent Tailhade. Il est assez fier de ce que le célèbre Mounet-Sully dise en public, et avec succès, quelques-uns de ses contes, dont Le Cœur mangé.
Il meurt le 30 mai 1900 à Paris, 8 rue de la Pépinière, chez son fils Étienne. Il était vice-président de la commission d'organisation du Congrès international des Traditions populaires qui devait avoir lieu à Paris du 10 au 12 septembre 1900. Il est enterré à Paris.

## Contes de Gascogne
L'édition des contes de Gascogne de 1886, chez Maisonneuve, est la plus complète. Elle est dédiée à Étienne Bladé, attaché au ministère des Affaires étrangères, professeur à l'école des Hautes Études commerciales. Elle se compose de trois volumes.
Le premier volume, outre une longue préface où l'auteur explique sa méthode et le cadre de ses recherches, est divisé en quatre parties :
- I. Traditions gréco-latines (4 contes)
- II. Châtiments et vengeances (7 contes)
- III. Les belles persécutées (7 contes)
- IV. Aventures périlleuses (2 contes)

Le deuxième volume :
- Contes mystiques

I. Fées, ogres, nains (6 contes)
II. Les morts (4 contes)
III. Contes divers (4 contes)
- Superstitions

I. Le Bon Dieu, la Vierge, les saints (13 contes)
II. Le Diable (5 contes)
III. Sorciers, sabbats, sortilèges (9 contes)
IV. Esprits et fantômes (3 contes)
V. Êtres bienfaisants ou neutres (8 contes)
VI. Êtres malfaisants (10 contes)
VII. Les animaux (8 contes)
VIII. Les pierres (3 contes)
Le troisième volume comprend :
- Contes familiers

I. Les gens avisés (12 contes)
II. Les niais (4 contes)
III. Le loup (9 contes)
IV. Le renard (5 contes)
V. Animaux divers (6 contes)
VI. Randonnées, attrapes, etc. 10 contes)
- Récits

I. Moralités (9 contes)
II. Les gens d'église (16 contes)
III. Divers (8 contes)

### Fournisseurs
À la fin de chaque conte, une note indique le nom et l'origine du fournisseur. Le plus prolifique est le vieux Cazaux, Guillaume Cazaux (1780 ?-1868), de Lectoure : on lui doit 23 contes (Pierre Lafforgue émet l'hypothèse que Cazaux n'aurait été qu'un prête-nom destiné à masquer les « inventions » pures et simples de Bladé, mais cette spéculation n'est pas étayée par des preuves formelles) ; Pauline Lacaze, de Panassac (Gers) ; Marianne Bense, du Passage d'Agen (Lot-et-Garonne), servante de son oncle, l'abbé Prosper Bladé ; Catherine Sustrac, de Sainte-Eulalie, commune de Cauzac, canton de Beauville (Lot-et-Garonne) ; Cadette Saint-Avit, du Castéra-Lectourois, servante ; Isidore Escarnot, de Bivès (Gers), jeune bouvier ; ainsi que madame Lacroix, née Pinèdre, de Bon-Encontre (Lot-et-Garonne), belle-mère de Bladé, sont les principaux informateurs. Il faut ajouter la reprise de textes écrits, telles les chroniques de Dompnier de Sauviac. Si la plupart des informateurs sont illettrés, d'autres ont une instruction assez poussée. D'autre part, il remarque que les années passant, la tradition orale tend à être supplantée par la lecture : il note qu'il trouve dans certaines régions de l'Armagnac des contes qu'il n'y avait pas trouvés au début de ses recherches, et attribue ce fait, forfanterie de sa part ou pas, à la diffusion de ses premiers ouvrages. Par rapport à l'importance du corpus des Contes, on a reproché à Bladé la relativement faible quantité de ses informateurs, et le fait que nombre d'entre eux étaient ses proches, voire de sa propre famille (son oncle, sa belle-mère, son fils alors très jeune).

## Réception de l'œuvre de Bladé
Dès ses débuts, Bladé a provoqué et entretenu la polémique. Sa réputation mitigée, tantôt louangeuse, tantôt extrêmement critique, a perduré jusqu'à nos jours. Sur le plan historique, il ne dépasse plus le statut d'un « érudit local », et ses études et théories sont maintenant totalement obsolètes. Sur le plan des traditions populaires, ses ouvrages ont en revanche été bien accueillis par le public et ont continué à être réédités, soit partiellement, soit intégralement. Bladé a dans ce domaine rencontré un certain succès en Allemagne, pays attaché aux contes populaires depuis les recueils des frères Grimm. Il correspond régulièrement avec le philologue allemand Reinhold Köhler. La guerre de 1870 entrave quelque peu cette collaboration à distance, et il s'interroge sur l'accueil que risque de rencontrer cette relation avec un « ennemi ». Néanmoins en 1874 il peut publier ses Contes populaires recueillis en Agenais accompagnés des gloses de Reinhold Köhler. Bien plus tard, le professeur Konrad Sankühler doit attendre la fin de la Deuxième Guerre mondiale pour se rendre à Lectoure et y rechercher les traces de cet auteur qu'il a tellement admiré. Il publiera dans les années 1950 trois livres de traductions des principaux contes de Bladé, qui seront ultérieurement repris en néerlandais. Auparavant, en 1899, sir Alfred Mult traduit en anglais et publie un choix de Contes. Dans les années 1980, Marianne Steinbauer a consacré à Bladé un mémoire à l'université de Ratisbonne : Jean-Francois Bladé und die Contes populaires de la Gascogne : Problematik einer Marchensammlung des 19. Jahrhunderts, publié en librairie en 1988.
Les querelles sur Bladé collecteur de contes viennent surtout des spécialistes. Bien qu’il se soit toujours présenté comme « fidèle sténographe », « scribe intègre et pieux », il est maintenant acquis que la démarche de Bladé en tant que collecteur est loin d’avoir une rigueur scientifique : relativement peu d’informateurs, la plupart proches de lui ou de sa famille, recomposition de contes d’après des fragments épars, parfois même, semble-t-il, créations pures et simples. Ses détracteurs lui reprochent de ne pas avoir eu la rigueur et la démarche scientifique qu'il a toujours prétendu avoir. Mais cette volonté était chose nouvelle en France à l'époque et celle de Bladé, pour incomplète qu'elle soit, marque déjà un net progrès sur celle de ses prédécesseurs. Le style même des contes, parfaitement homogène et épuré, trahit, autant qu'une expression proche du langage populaire, la main de l’écrivain, un écrivain peut-être passé à côté de son destin. Du reste ses contemporains ne s'y sont pas trompés, et ils ont généralement déploré l'énergie considérable qu'il a consacrée à ses études historiques (qui représentent 70 % de sa production, pour 30 % dédiés à la muse populaire) :
Nous serions tentés de le définir un poète égaré dans l'érudition. C'était avant tout un imaginatif et un fantaisiste, pour tout dire, un irrégulier. (…) Sur le terrain de l'érudition, alors qu'on pourrait le croire assagi, on le retrouve, turbulent comme autrefois, s'attaquant aux opinions et encore plus aux personnes, jonglant avec les théories d'autrui dans la pénombre du Moyen Âge où peu voient clair, sorte de Cyrano qui voulait persuader au monde et qui avait peut-être fini par se persuader à lui-même que la vieille Gascogne était sa propriété exclusive.
Sa petite-nièce ne dit pas autre chose : « Cet écrivain, qui sacrifia ses propres dons magnifiques d'imagination (et quel romancier il y avait en lui !) pour se pencher toute sa vie sur notre terroir… »
Il est vrai que les certitudes de Bladé, à la fin de sa vie, embarrassaient ses jeunes successeurs, comme Félix Arnaudin, malgré l'admiration respectueuse qu'ils pouvaient éprouver devant ce « monument ». Bladé avait proclamé hautement ne pas avoir trouvé de kryptadia, ou contes licencieux, chez ses vertueux paysans gascons : Antonin Perbosc prouvera le contraire, avec une moisson abondante, quelques années plus tard. Si, depuis longtemps, on a tiré un trait définitif sur ses prétentions historiques, et mises de côté les querelles de spécialistes sur l'intégrité de son travail de folkloriste, en faisant la part des tendances et des méthodes propres à son époque, Jean-François Bladé est considéré aujourd'hui comme un des grands collecteurs des traditions populaires de la France.
Le nom de Jean-François Bladé a été donné, à Lectoure, à la place voisine de sa maison natale, et à une école primaire ; à Agen, à une rue et une impasse ; à L’Isle-Jourdain (Gers) et à Toulouse, une rue.

## Principales publications
Dans son Essai de bibliographie de l'œuvre imprimée de Jean-François Bladé (Actes du colloque de Lectoure, 1984), François Pic recense près de 200 articles, auxquels il faudrait rajouter les rééditions publiées depuis 1984.

### Recueils de contes
- Contes et proverbes populaires recueillis en Armagnac, 1867, Librairie A. Franck
- Contes populaires recueillis en Agenais par Jean-François Bladé. Traduction française et texte agenais, suivi de notes comparatives, par M. Reinhold Köhler (1874)
- Proverbes & devinettes populaires recueillis dans l'Armagnac & l'Agenais, Champion, Paris (1879)
- Poésies populaires de la Gascogne (3 volumes), 1881-1882, Maisonneuve, Paris. Réédition à l'identique, 1967.
  - Poésies populaires de la Gascogne, t. 2, Paris, Maisonneuve et cie., 1881-82, 401 p. (lire en ligne)
  - Poésies populaires de la Gascogne, t. 3, Paris, Maisonneuve et cie., 1881-82, 401 p. (lire en ligne)
- Contes populaires de la Gascogne (3 volumes), 1886, Maisonneuve, Paris. Réédition à l'identique, 1967.
  - Contes populaires de la Gascogne, t. 1, Paris, Maisonneuve frères et C. Leclerc, 1886, 358 p. (lire en ligne)
  - Contes populaires de la Gascogne, t. 2, Paris, Maisonneuve frères et C. Leclerc, 1886, 388 p. (lire en ligne)
  - Contes populaires de la Gascogne, t. 3, Paris, Maisonneuve frères et C. Leclerc, 1886, 390 p. (lire en ligne)
- Contes de la Gascogne (1895) Calmann-Lévy, Paris

### Études historiques
- Pierre de Lobanner et les quatre chartes de Mont-de-Marsan (1861)
- Dissertation sur les chants héroïques des Basques (1866), Auch, Vve G. Foix ; Paris, A. Franck
- Études sur l'origine des Basques (1869). Nouvelle édition : Jeanne Laffitte-Reprints - Marseille (1976)
- Études géographiques sur la vallée d'Andorre, Paris, J. Baer, 1875, 104 p. (lire en ligne)
- Épigraphie antique de la Gascogne (1885)
- La Novempopulanie depuis l'invasion des barbares jusqu'à la bataille de Vouillé (1888)
- La Gascogne et les pays limitrophes dans la légende carolingienne (1889)
- L'Aquitaine et la Vasconie cispyrénéenne, depuis la mort de Dagobert Ier jusqu'à l'époque du duc Eudes (1891)
- Les Vascons espagnols, depuis les dernières années du VIe siècle jusqu'à l'origine du Royaume de Navarre (1891)
- Géographie historique de la Vasconie espagnole jusqu'à la fin de la domination romaine (1891)
- Fin du premier duché d'Aquitaine (1892)
- Le Sud-Ouest de la Gaule franque, depuis la création du Royaume d'Aquitaine jusqu'à la mort de Charlemagne (1893)
- Géographie politique du sud-ouest de la Gaule pendant la domination romaine (1893)
- Géographie politique du sud-ouest de la Gaule depuis la fin de la domination romaine jusqu'à la création du royaume d'Aquitaine, Paris, E. Leroux (1893)
- Géographie politique du sud-ouest de la Gaule franque, au temps des rois d'Aquitaine (1895)
- Les Comtes carolingiens de Bigorre et les premiers rois de Navarre (1897)
- Origines du duché de Gascogne (1897)
- L'Évêché des Gascons (1899)

### Éditions récentes
- Contes populaires de la Gascogne (Gers - Gironde - Hautes-Pyrénées - Landes - Lot-et-Garonne). Réédition intégrale, plus trois contes additionnels, en un seul volume, Préface d' Alain Paraillous. Illustrations originales de Jean-Claude Pertuzé. 608 p. Editions Aubéron (2008)  (ISBN 978-2-84498-129-5). Nouvelle édition 2024  (ISBN 978-284498-186-8).
- Contes de Gascogne, éditions Opales, Bordeaux, 1996. Publication arrêtée après trois petits volumes.
- Contes de Gascogne, reprise de l'édition de 1895, présentation de Françoise Morvan, Ouest-France, Rennes (2004)
- Contes populaires de la Gascogne (Gers-Armagnac) - tome 1, version bilingue gascon-français, PyréMonde/Princi Negue, Monein (2002).
- Contes de Gascogne, adaptés et mis en bandes dessinées par Jean-Claude Pertuzé, Toulouse, auto-édition, 1977 ; Paris, les Humanoïdes associés, 1980 ; Toulouse, Loubatières, 2000.
- Contes de Gasconha (en occitan / gascon) IEO (1966-1976), 3 vol.
- Les contes du vieux Cazaux, sélection de contes de Gascogne établie et commentée par Pierre Lafforgue, Fédérop (1995)
- Proverbes et devinettes recueillis dans l'Armagnac et l'Agenais, reprint de l'édition de 1879, éditions Loubatières, Toulouse (2000)
- Les Nouvelles, présentées et illustrées par Jean-Claude Pertuzé, éditions Loubatières, Toulouse (2000)
- Les Trois Pommes d'orange, Nathan, 1979
- Dix contes de loup, Nathan, 1989
- Dix contes de loups, ill. Carlo Wieland, Pocket Jeunesse, 2000
- L'âne qui avait bu la lune, illustré par Irina Simonyan, un conte de Gascogne en français et sa traduction en arménien occidental, in Le Grand Conseil des Souris et l'Âne qui avait bu la Lune, Sigest, 2008
- Le Roi des Corbeaux, illustrations de Gilles Rapoport, Paris, éditions Genevrier, 2013

### Éditions étrangères
- - Der Mann in allen Farben - gesammelt von Jean-François Bladé, übersetzt von Konrad Sandkühler, Verlag Freies Geistesleben, Stuttgart, 1954
  - Der Davidswagen - gesammelt von Jean-François Bladé, übersetzt von Konrad Sandkühler, Verlag Freies Geistesleben, Stuttgart, 1972  (ISBN 3-7725-0495-7)
  - Von Gott und seinen Welten - gesammelt von Jean-François Bladé, übersetzt von Konrad Sandkühler, Verlag Urachhaus, Stuttgart, 2000  (ISBN 3-8251-7320-8)
- Spookjes uit Gascogne, version néerlandaise de l'ouvrage de K. Sandkühler, Christofoor, Rotterdam (1982)
- Tales from Lectoure, traduction anglaise de quelques contes par M. R. James, Haunted Library (2006)
- Diez Cuentos de Lobos, Madrid, SM Ediciones (1981) (espagnol)